# Watchet
Watchet est une ville et une paroisse civile du Somerset, en Angleterre. Elle est située à l'embouchure de la Washford (en), là où elle se jette dans la partie du canal de Bristol connue sous le nom de baie de Bridgwater (en). Les villes les plus proches sont Minehead (15 km à l'ouest), Bridgwater (25 km à l'est) et Taunton (25 km au sud-est). Au moment du recensement de 2011, elle comptait 3 785 habitants.

## Étymologie
Le village est attesté en tant que Wæcet en 962, puis sous la forme Wacet dans le Domesday Book. Ce nom est probablement d'origine celtique et signifierait « sous le bois ».